# Colona scabra
Colona scabra är en malvaväxtart som först beskrevs av James Edward Smith, och fick sitt nu gällande namn av Burret.. Colona scabra ingår i släktet Colona och familjen malvaväxter. Inga underarter finns listade i Catalogue of Life.